# Pelmatohydra baikalensis
Pelmatohydra baikalensis är en nässeldjursart som först beskrevs av Swarczewski 1923.  Pelmatohydra baikalensis ingår i släktet Pelmatohydra och familjen Hydridae. Inga underarter finns listade i Catalogue of Life.